# Ricky Nattiel
Ricky Rennard Nattiel (Gainesville, 25 gennaio 1966) è un ex giocatore di football americano statunitense che ha militato nel ruolo di wide receiver nella National Football League (NFL).

## Carriera
Al college Nattiel giocò a football a Florida, dove nell'ultima stagione fu inserito nella formazione ideale della Southeastern Conference e nel Second-team All-American. Fu scelto come ventisettesimo assoluto nel Draft NFL 1987 dai Denver Broncos. Vi giocò per tutte le sei stagioni della carriera fino al 1992, incluse otto gare di playoff e due Super Bowl. Nella sua stagione da rookie ebbe 31 ricezioni per 630 yard, stabilendo un record di franchigia per una matricola con 20,3 yard medie per ricezione. Nel secondo anno fece registrare 46 ricezioni e fu il punt returner principale dei Broncos. Uno dei momenti migliori della sua carriera fu un touchdown da 56 yard ricevuto dal quarterback John Elway contro i Washington Redskins nella prima giocata di Denver nel Super Bowl XXII.  Nattiel e i compagni ricevitori Vance Johnson e Mark Jackson giocarono tutti assieme per i Broncos dal 1987 al 1992, venendo soprannominati "I tre Amigos."

## Palmarès

### Franchigia
- American Football Conference Championship: 2

Denver Broncos: 1987, 1989

### Individuale
- PFWA All-Rookie Team - 1987